# عبد القادر علي
عبد القادر علي قمبر (مواليد 7 فبراير 1995) لاعب كرة قدم إماراتي يجيد اللعب كلاعب وسط. 
لعب سابقاً في نادي الظفرة ونادي خورفكان ونادي البطائح ونادي دبا الحصن ونادي مصفوت.

## روابط خارجية
- عبد القادر علي على موقع قاعدة بيانات كرة القدم.إي يو (الإنجليزية)
- عبد القادر علي على موقع Soccerway.com (الإنجليزية)